# メリロン・アベニュー駅
メリロン・アベニュー駅（英: Merillon Avenue）とはロングアイランド鉄道 (LIRR) 本線（ポートジェファーソン支線のサービス）の駅である。この駅はニューヨーク州ガーデンシティのナッソー・ブールバードとメリロン・アベニューの交差点にある。この駅は2面のプラットホームとナッソー・ブールバードにある1つのcrossunderで車椅子利用可である。

## 歴史
メリロン・アベニュー駅は1911年に、ブルックリン・アンド・ジャマイカ鉄道が1837年6月に建設したかつてのクロウズビル駅 (Clowesville station) 付近に建てられた。その駅はジェリコ・ターンパイクから離れた旧クイーンズ郡の裁判所（ナッソー郡は1899年にクイーンズ郡から分離して独立した郡となった）に最も近いLIRRの駅であった。1845年までに、その駅は裁判が開かれていたの時のみに使われた。
1874年から1876年の間に、アレクサンダー・ターニー・スチュアートが1872年にすでにロング・アイランド・セントラル鉄道沿いにガーデンシティ駅を建てていたという事実にもかかわらず、その駅は「ガーデンシティ ("Garden City")」と名付けられた。裁判所が1877年に引っ越し、1897年6月の時点で数本の列車がそこに停車し続けていたにもかかわらず、その駅は途中で挫折した。1911年に駅が再開設されたが、駅舎自体は1912年まで建設されなかった。それは1958年に改築され、その時により小さい駅舎が建設され、またナッソー・ブールバードのために線路の下に11フィート6インチの橋が設置された。

### LIRR銃乱射事件
1993年12月7日、ペン・ステーション5時33分発ヒックスヴィル駅行き列車の最後の停車駅となったメリロン・アベニュー駅において、ジャマイカ出身のブルックリン区民のコリン・ファーガソンが白人およびアジア人の乗客に発砲したため、6人が死亡し19人が負傷した。事件で夫を殺害され、息子が重傷を負ったキャロライン・マッカーシーは厳しい銃規制法を要求し、1996年にアメリカ合衆国下院に選出された。この事件の記念日にはしばしば駅の東行きのホームの先頭部に記念のリースが飾られる。

## 駅構造
| 1 | ■本線 | ニューヨーク方面 （ニューハイド・パーク）                               |
| 2 | ■本線 | ロンコンコマ、オイスターベイまたはポートジェファーソン方面 （ミネオラ） |

この駅は高床の相対式ホームを2面有し、どちらも有効長は10両である。1番線と隣接する北側のプラットホームは通常西行きまたはニューヨーク行き列車が使用する。2番線と隣接する南側のプラットホームは通常東行き列車が使用する。本線が2線を有する。